# Notolabrus gymnogenis
Notolabrus gymnogenis är en fiskart som först beskrevs av Günther 1862.  Notolabrus gymnogenis ingår i släktet Notolabrus och familjen läppfiskar. IUCN kategoriserar arten globalt som livskraftig. Inga underarter finns listade i Catalogue of Life.